# エマ・ストーン
エミリー・ジーン・“エマ”・ストーン（Emily Jean "Emma" Stone, 1988年11月6日 - ）は、アメリカ合衆国の女優、映画プロデューサー。

## 生い立ち
アリゾナ州スコッツデールで生まれる。祖父がスウェーデンからの移民、父親は建設請負会社CEO・不動産開発会社共同経営者、母親は主婦である。2歳年下の弟がいる。父方の祖父はスウェーデン系であり、エリス島からアメリカ合衆国に移った際にステン（Sten）という姓を「ストーン（Stone）」と英語化した。他にペンシルベニア・ダッチの祖先を持っている。
アリゾナ州フェニックスのバレーユース・シアターのメンバーであり、11歳の時に『たのしい川べ』で初めて舞台出演を果たす。ストーンはセコイア小学校とCocopah Middle Schoolに通った。2年間はホームスクーリングし、その間に『A Winnie-the-Pooh Christmas Tail』、『エンドウ豆の上に寝たお姫さま』、『シンデレラ』、『ザ・ウィズ』、『タイタニック』、『Honk!』、『人魚姫』、『Schoolhouse Rock Live!』、『不思議の国のアリス』、『ヨセフ・アンド・ザ・アメージング・テクニカラー・ドリームコート』などの舞台に出演し、また劇場の即興コメディ劇団にも参加した。
その後、カトリック系の女学校であるXavier College Preparatoryに通ったが、女優のキャリアを始めるべくカリフォルニア州へ移動。その際マドンナの楽曲「Hollywood」を流しながらPowerPointで両親にプレゼンテーションを行って説得した。高校を中退し、当時15歳であったストーンは2004年1月に母親と共にロサンゼルスに移った。日中にオーディションに参加できるように勉強は家で行った。

## キャリア

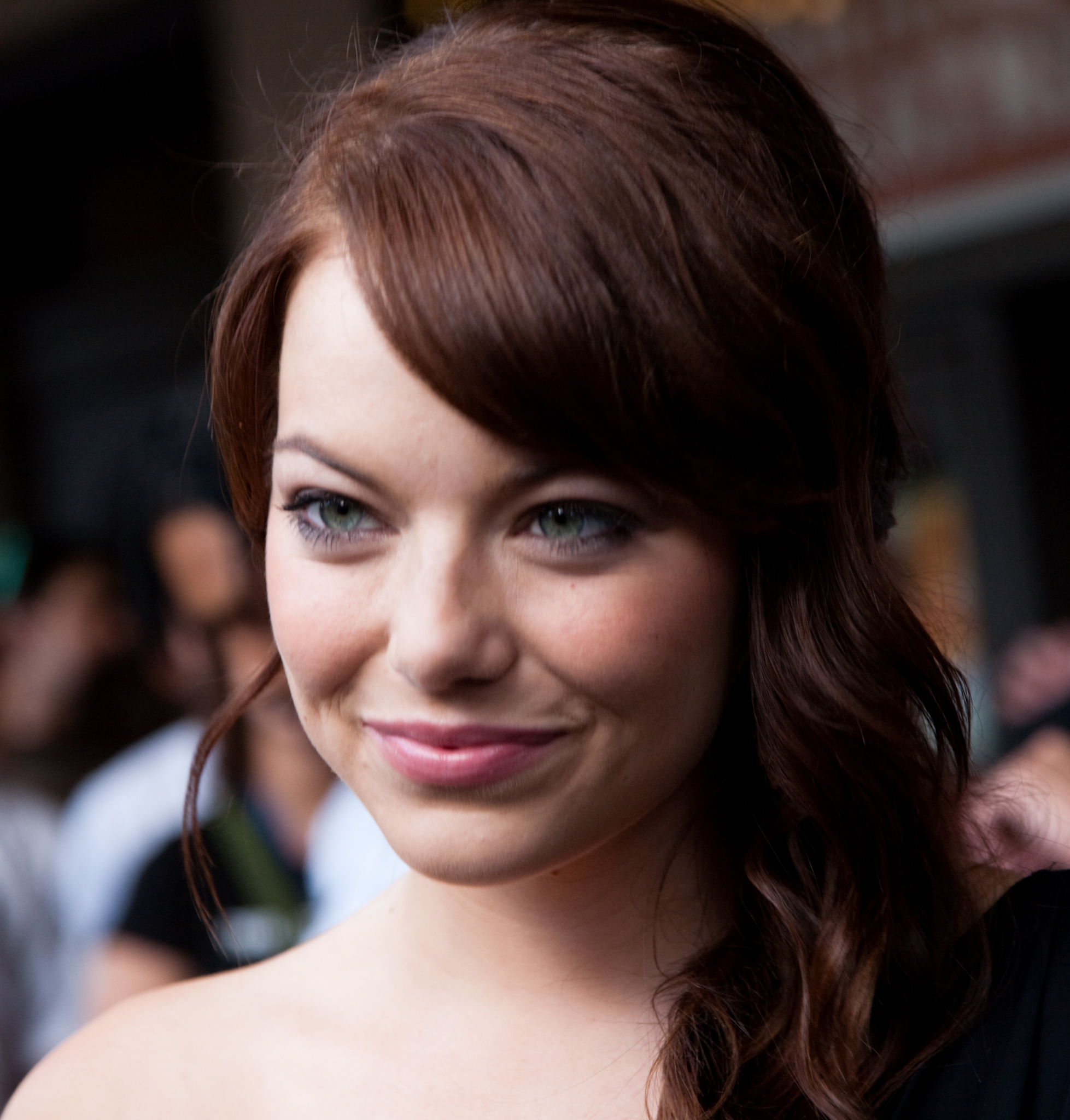
『ゾンビランド』のワールド・プレミアでのストーン（2009年）

### 2004年 - 2011年
2004年にVH1のタレント発掘番組『In Search of the New Partridge Family』でローリー・パートリッジ役を勝ち取った後にストーンのテレビでのキャリアが始まった。翌2005年にテレビドラマ『The New Partridge Family』が製作されるが、パイロットエピソードのみで終わった。その後、『ミディアム 霊能者アリソン・デュボア』、『マルコム in the Middle』、『Lucky Louie』にゲスト出演した。2007年にはフォックスのドラマシリーズ『Drive』でヴァイオレット・トリンブル役でレギュラー出演するが、シリーズは7話で打ち切られた。彼女は他に『HEROES』のクレア・ベネット役のオーディションに参加したが、「10点満点で11点」と絶賛されたヘイデン・パネッティーアに敗れた。ストーンはこのことを「どん底」と表現している。
2007年にストーンは青春コメディ『スーパーバッド 童貞ウォーズ』で映画デビューを果たし、ジョナ・ヒル演じる主人公セスの恋人のジュールズを演じた。2008年にはコメディ映画『ROCKER 40歳のロック☆デビュー』でレイン・ウィルソンと共演した。ストーンはバスギタリストのアメリアを演じた。同年にストーンは『キューティ・バニー』でアンナ・ファリス、キャサリン・マクフィー、カット・デニングス、ルーマー・ウィリス、コリン・ハンクスらと共演した。この作品でストーンは学生クラブの会長を演じ、またザ・ウェイトレスの1982年の楽曲「I Know What Boys Like」をカバーした。
2009年にストーンはマーク・ウォーターズ監督のロマンティック・コメディ映画『ゴースト・オブ・ガールフレンズ・パスト』でマシュー・マコノヒーやジェニファー・ガーナーと共演した。ストーンはこの映画ではチャールズ・ディケンズの『クリスマス・キャロル』の過去のクリスマスの霊を基にした「過去のガールフレンドの霊」を演じた。同年にはコメディ・ホラー映画『ゾンビランド』でウディ・ハレルソンやジェシー・アイゼンバーグと共演した。この撮影は2009年2月にアトランタで始まった。ストーンはこの映画では妹のリトルロック（演: アビゲイル・ブレスリン）と共にアメリカを旅するサバイバーで詐欺師のウィチタ（カンザス州の同名都市から来ている）を演じた。映画の最後にキャラクターの本名は「クリスタ」であることが判明したが、これはストーンの実母の名前から取られている。さらに2009年にはキーラン・マローニーとその妻のミシェルが共同監督した『Paper Man』でジェフ・ダニエルズ、ライアン・レイノルズ、リサ・クドローらと共演した。彼女はダニエルズのキャラクターに雇われるベビーシッターのアビーを演じた。撮影は2008年11月11日よりニューヨークのモントークで開始された。
2010年にはグレート・デーンを主人公とした長寿コミックストリップ『Marmaduke』を原作とした『サーフィン ドッグ』で声の出演を果たした。ストーンはこの映画では主人公のマーマデュークの友人のオーストラリアン・シェパードであるメイジーを演じた。同年にはウィル・グラック監督のコメディ『小悪魔はなぜモテる?!』で初めて主演を果たした。彼女のキャラクターはふしだらな女であるという噂を立てられ、保守的なクラスメートから反感を買うというものである。この映画の脚本はナサニエル・ホーソーンの小説『緋文字』とそのヒロインのヘスター・プリンが基となっている。ストーンはプロジェクトが本格始動する以前に脚本を読み、マネージャーと共に目をつけていた。ストーンは同作により第68回ゴールデングローブ賞主演女優賞（ミュージカル・コメディ部門）にノミネートされた。
2010年9月12日にはMTV Video Music Awardsに出演し、リンキン・パークを紹介する役割を果たした。
2011年にはウィル・グラック監督の『ステイ・フレンズ』でジャスティン・ティンバーレイクやミラ・クニスと共演し、7月22日に公開された。同年にはスティーヴ・カレル、ジュリアン・ムーア、ライアン・ゴズリング、マリサ・トメイ、ケヴィン・ベーコンらと共演した『ラブ・アゲイン』が公開された。さらにはキャスリン・ストケットの同名の小説を原作とした『ヘルプ 〜心がつなぐストーリー〜』に出演した。映画は1960年代のミシシッピ州ジャクソンを舞台としており、ストーンは作家志望のスキーターを演じ、南部アメリカ英語を話した。

### 2012年 - 現在

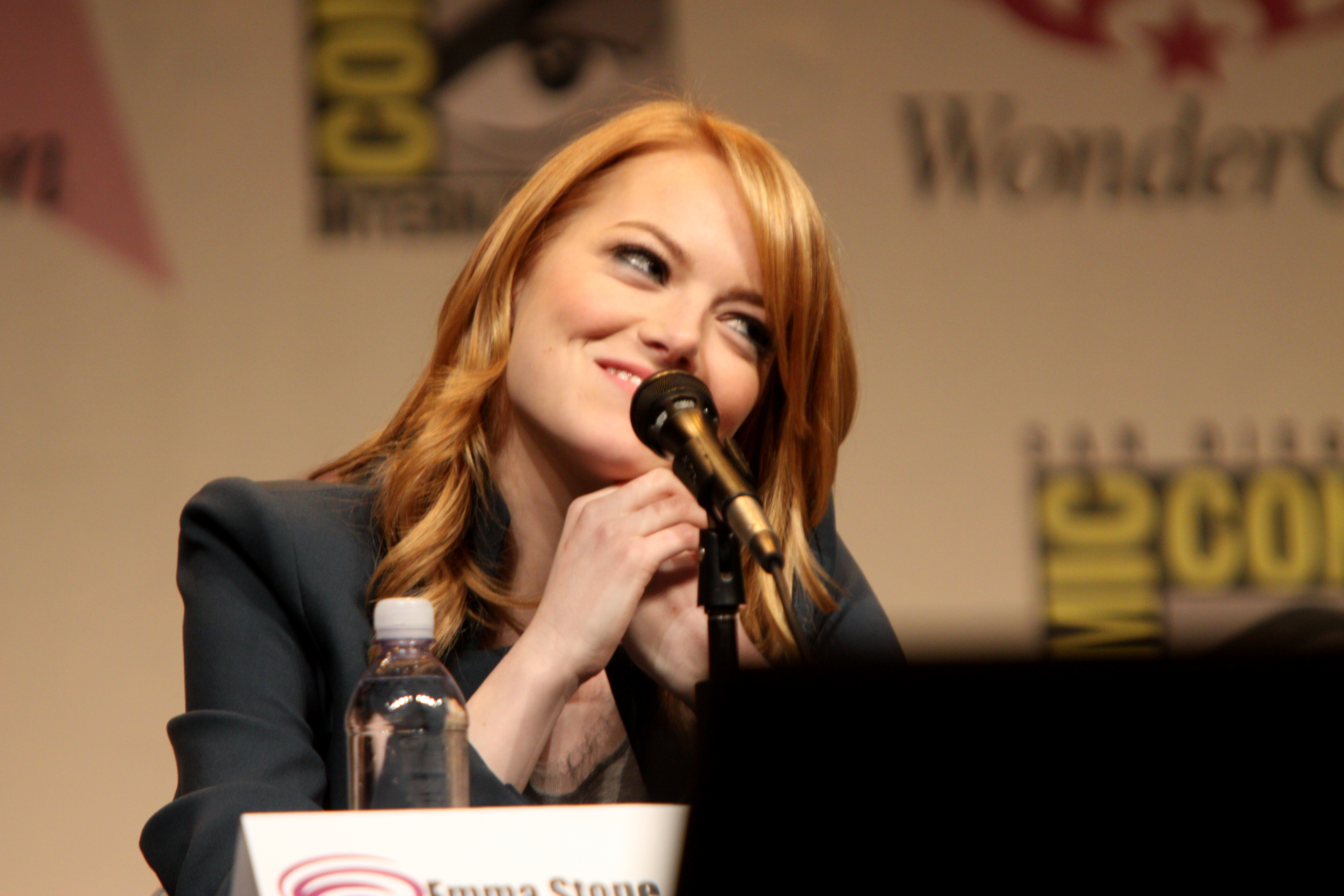
ワンダーコン（2012年）

2012年1月にドラッグディーラーを扱ったコメディ『Little White Corvette』への契約を交わした。撮影は2012年半ばにマイアミで始まった。さらに同年、キャメロン・クロウ監督、レイチェル・マクアダムスとブラッドリー・クーパー共演の『Deep Tiki』（2015年に『アロハ』として公開）とも契約した。
ストーンはコロンビア ピクチャーズとマーベル・エンターテインメントが映画『スパイダーマン』シリーズをリブートした『アメイジング・スパイダーマン』でアンドリュー・ガーフィールドの相手役を務めた。彼女が演じるグウェン・ステイシーはガーフィールドが演じる主人公のピーター・パーカーの恋人となる17歳の少女である。監督はマーク・ウェブであり、2010年夏から2011年4月にかけて撮影され、2012年7月3日に公開された。ストーンはまた『21ジャンプストリート』のリブート版で、『スーパーバッド 童貞ウォーズ』でも共演したジョナ・ヒルの相手役に考慮されていたが、『アメイジング・スパイダーマン』の契約を済ませた後、立ち消えとなった。
2012年半ば、コンピュータゲーム作品『スリーピングドッグス 香港秘密警察』へ声の出演を果たした
ドリームワークス・アニメーション製作のコンピュータアニメーション映画『クルードさんちのはじめての冒険』でライアン・レイノルズのキャラクターの恋人の声を務め、2013年3月22日に公開された。グリフィン・ダンが監督した短編コメディ映画『Veronica』ではキーラン・カルキンと共演した。この短編はファレリー兄弟がプロデュースしたアンソロジー映画『ムービー43』に収録された。『ムービー43』の他の収録作品にはケイト・ウィンスレット、ジェラルド・バトラー、ヒュー・ジャックマン、ユマ・サーマン、ハル・ベリーらが出演している。
『ゾンビランド』（2009年）の監督であるルーベン・フライシャーとは2013年公開の『L.A. ギャング ストーリー』で再びコラボレーションした。これはライアン・ゴズリングとも2度目の共演でもあり、他にショーン・ペン、ジョシュ・ブローリン、アンソニー・マッキー、ジョヴァンニ・リビシ、マイケル・ペーニャらが出演している。ストーンが演じるグレース・ファラデイは、ゴズリング演じるジェリー・ウーターズ巡査部長とペン演じるミッキー・コーエンの間で揺れるという役柄である。
ウィル・グラック監督のタイトル未定のコメディ映画で3度目のコラボレーションを行う予定であり、その際は出演の他に製作総指揮も務める予定である。スクリーン ジェムズ側は『小悪魔はなぜモテる?!』の成功を受けて、この新プロジェクトの裁量権をストーンとグラックに与えている。
『アメイジング・スパイダーマン』から引き続いてグウェン・ステイシー役を務める『アメイジング・スパイダーマン2』は2014年4月に公開された。アレハンドロ・ゴンサレス・イニャリトゥ監督、マイケル・キートン、ザック・ガリフィアナキス、ナオミ・ワッツら共演によるアンサンブル・コメディ『バードマン あるいは（無知がもたらす予期せぬ奇跡）』の撮影は2012年4月からニューヨークで始まった。ギレルモ・デル・トロのホラー映画『クリムゾン・ピーク』からは2013年に降板し、ミア・ワシコウスカと替わった。
2013年5月、ウディ・アレン監督、コリン・ファース出演の新作コメディ映画のキャストに加わったことが発表された。

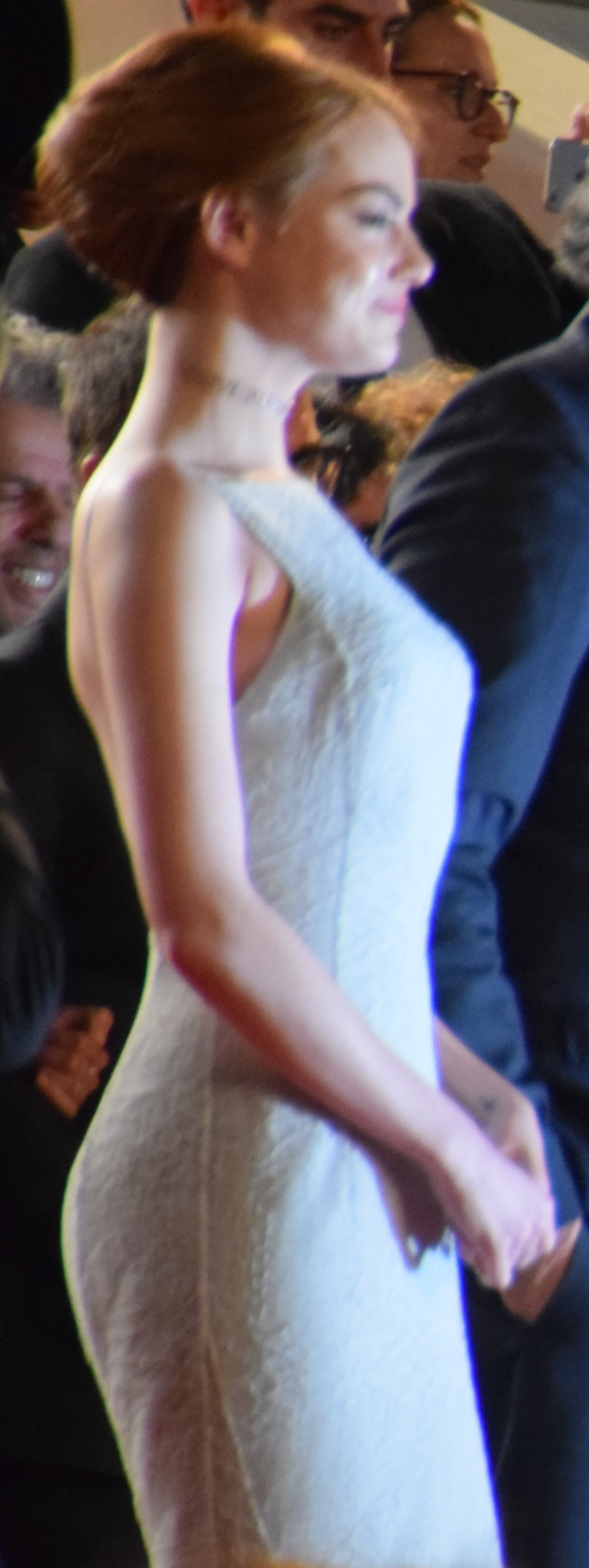
カンヌ国際映画祭（2015年）

2014年公開の『バードマン あるいは（無知がもたらす予期せぬ奇跡）』で第72回ゴールデングローブ賞や第87回アカデミー賞助演女優賞などにノミネートされる。
2016年公開のデミアン・チャゼル監督作『ラ・ラ・ランド』では、第73回ヴェネツィア国際映画祭女優賞での受賞を皮切りに、ゴールデングローブ賞主演女優賞（ミュージカル・コメディ部門）、アカデミー主演女優賞に輝いた。
2018年公開の映画『女王陛下のお気に入り』では、レイチェル・ワイズと共にアカデミー助演女優賞にWノミネートされた。同年には、セクシャルハラスメントに対する抗議の運動「Time's Up」に多くの映画関係者とともに署名した。
2024年3月10日、第96回アカデミー賞にて『哀れなるものたち』で二度目の主演女優賞を受賞した。同じく前年のアカデミー賞にて、『エブリシング・エブリウェア・オール・アット・ワンス』で受賞したミシェル・ヨーがプレゼンターとして登場したが、サリー・フィールドの制止を無視してヨーからオスカー像をしっかりと受け取らず、最終的には同じくプレゼンターとして登場していたジェニファー・ローレンスからオスカー像を受け取る形になった。このため、ローレンスやロバート・ダウニー・ジュニアと共にストーンの行動は「アジア人を差別しているのではないか」と人種差別的であるとの批判が上がり、SNSで炎上した。これを受けて、ヨーは自身のInstagramにおいて、「私はあなた（ストーン）を困惑させちゃったけど、私はあなたの親友のジェニファーとあなたにオスカーを渡す素晴らしい瞬間を共有したかったです」と擁護のコメントを述べる事態になった。

### サタデー・ナイト・ライブへの出演
エマは2010年10月23日放送分で初めて『サタデー・ナイト・ライブ』の司会（ホスト）を務め、続けて2011年11月12日放送分にも登場した。
2014年、アンドリュー・ガーフィールドがホストを務めた回にも出演し、スパイダーマンを題材としたスケッチ・コントに参加、コントの中でアンドリューと何度もキスをしてみせ話題を呼んだ。
2019年、ホストとして再び出演したエマはゲイ・ポルノを題材にしたコント・スケッチに参加。エマはゲイ・ポルノの中で騙される女性を演じ、実際のゲイ・ポルノ男優も起用したコントは評判を呼んだ。
2023年12月にはホストとして5回目の出演を果たし、ティナ・フェイやキャンディス・バーゲンと並んで『ファイヴ・タイマーズ・クラブ』の仲間入りを果たした。この回ではティナとキャンディスもゲストとして登場している。
2016年の同番組への出演がきっかけで番組脚本家のデイヴ・マッカリーと結婚した（#私生活）。

## 人物

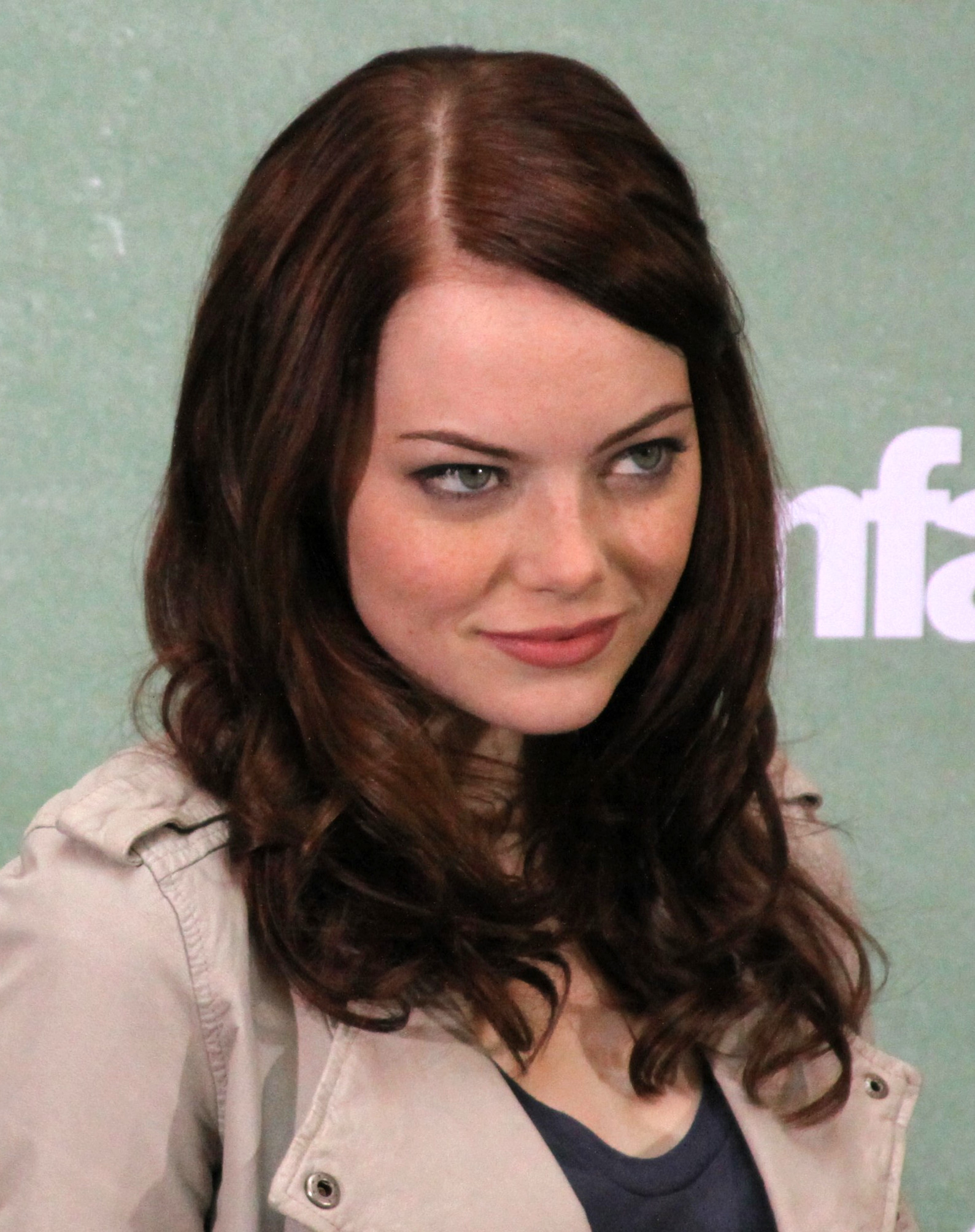
『小悪魔はなぜモテる?!』のドイツ・プレミアにて（2010年）

映画俳優組合に登録しようとした際、本名の「エミリー・ストーン」が既にリストにあったために「エマ」を芸名で使うことを決めた。彼女の家族や友人からはエミリーの名で呼ばれている。また『ミディアム 霊能者アリソン・デュボア』にゲスト出演する際にはライリー・ストーン（Riley Stone）という芸名を使っていたが、その後は母親がつけたニックネームである「エマ」を使った。
『スーパーバッド 童貞ウォーズ』の撮影の際、プロデューサーのジャド・アパトーの勧めで赤毛に染めた。『アメイジング・スパイダーマン』の際には役のためにブロンドに戻した。ストーンの音域の低いハスキーボイスは、赤ん坊の頃に夜泣きが酷く声帯を痛めたためにできあがった。
インタビューで仕事のことに関しては答えるが、私生活については多くを語らない。

## 私生活
2009年にロサンゼルスからニューヨーク州のグリニッジ・ヴィレッジに移った。ストーンの元々の髪の色はブロンドであったが、俳優デビュー前にダークブラウンに染めた。
2010年に『アメイジング・スパイダーマン』にキャスティングされたことをきっかけに主演のアンドリュー・ガーフィールドとの交際が始まったが、5年後の2015年に破局した。
2016年にコメディー番組『サタデー・ナイト・ライブ』に出演したのをきっかけに脚本家のデイヴ・マッカリーと交際を開始。2019年12月に婚約を発表、2020年に結婚した。2021年、第一子となる女児を出産した。

## フィルモグラフィ

### 映画
※主演作品は太字表記。
| 年   | 題名                                                                                              | 役名                               | 備考 | 日本語吹替         |
| ---- | ------------------------------------------------------------------------------------------------- | ---------------------------------- | --- | ------------------ |
| 2007 | スーパーバッド 童貞ウォーズ Superbad                                                              | ジュールズ                         | | TBA                |
| 2008 | ROCKER 40歳のロック☆デビュー The Rocker                                                           | アメリア                           | 甲斐田裕子 |                    |
| 2008 | キューティ・バニー The House Bunny                                                                | ナタリー                           | 根本圭子 |                    |
| 2009 | ゴースト・オブ・ガールフレンズ・パスト Ghosts of Girlfriends Past                                 | Allison Vandermeersh               | （吹き替え版なし） |                    |
| 2009 | ペーパーマン Paper Man                                                                            | アビー                             | （吹き替え版なし） |                    |
| 2009 | ゾンビランド Zombieland                                                                           | ウィチタ/クリスタ                  | 甲斐田裕子 |                    |
| 2010 | サーフィン ドッグ Marmaduke                                                                       | メイジー                           | 声の出演 | 高乃麗             |
| 2010 | 小悪魔はなぜモテる?! Easy A                                                                       | オリーヴ・ペンダーガスト           | 第68回ゴールデングローブ賞主演女優賞 (ミュージカル・コメディ部門)ノミネート MTVムービー・アワード2011コメディ演技賞受賞 | 牛田裕子           |
| 2011 | ステイ・フレンズ Friends with Benefits                                                            | ケイラ                             | | 田村睦心           |
| 2011 | ラブ・アゲイン Crazy, Stupid, Love.                                                               | ハンナ・ウィーバー                 | 根本圭子 |                    |
| 2011 | ヘルプ 〜心がつなぐストーリー〜 The Help                                                          | ユージニア・"スキーター"・フェラン | 冠野智美 |                    |
| 2012 | アメイジング・スパイダーマン The Amazing Spider-Man                                               | グウェン・ステイシー               | 本名陽子 |                    |
| 2013 | L.A. ギャング ストーリー Gangster Squad                                                           | グレイス・ファラデー               | 佐古真弓 |                    |
| 2013 | ムービー43 Movie 43                                                                               | ヴェロニカ                         | 『ムラムラ・スーパーマーケット』に出演。 | 下山田綾華         |
| 2013 | クルードさんちのはじめての冒険 The Croods                                                         | イープ・クルード                   | 声の出演 | 朴璐美             |
| 2014 | アメイジング・スパイダーマン2 The Amazing Spider-Man 2                                            | グウェン・ステイシー               | | 本名陽子           |
| 2014 | マジック・イン・ムーンライト Magic in the Moonlight                                               | ソフィ・ベイカー                   | 志田有彩 |                    |
| 2014 | バードマン あるいは（無知がもたらす予期せぬ奇跡） Birdman or (The Unexpected Virtue of Ignorance) | サム・トムソン                     | 第87回アカデミー賞助演女優賞ノミネート 第68回英国アカデミー賞助演女優賞ノミネート 第72回ゴールデングローブ賞助演女優賞ノミネート 第21回全米映画俳優組合賞助演女優賞ノミネート 第20回クリティクス・チョイス・アワード助演女優賞ノミネート 第30回インディペンデント・スピリット賞助演女優賞ノミネート 第35回ボストン映画批評家協会賞助演女優賞受賞 | 武田華             |
| 2014 | ザ・インタビュー The Interview                                                                    | 本人役                             | カメオ出演 | （吹き替え版なし） |
| 2015 | アロハ Aloha                                                                                      | アリソン・ング                     | | 武田華             |
| 2015 | 教授のおかしな妄想殺人 Irrational Man                                                             | ジル・ポラード                     | 志田有彩 |                    |
| 2016 | 俺たちポップスター Popstar: Never Stop Never Stopping                                             | Claudia Cantrell                   | TBA |                    |
| 2016 | ラ・ラ・ランド La La Land                                                                         | ミア・ドーラン                     | 第89回アカデミー賞主演女優賞受賞 第73回ヴェネツィア国際映画祭女優賞受賞 第70回英国アカデミー賞主演女優賞受賞 第74回ゴールデングローブ賞主演女優賞 (ミュージカル・コメディ部門)受賞 | 武田華             |
| 2017 | バトル・オブ・ザ・セクシーズ Battle of the Sexes                                                  | ビリー・ジーン・キング             | 第75回ゴールデングローブ賞主演女優賞 (ミュージカル・コメディ部門)ノミネート | 佐古真弓           |
| 2018 | 女王陛下のお気に入り The Favourite                                                                | アビゲイル・メイシャム             | 第91回アカデミー賞助演女優賞ノミネート 第72回英国アカデミー賞助演女優賞ノミネート 第76回ゴールデングローブ賞助演女優賞ノミネート | 武田華             |
| 2019 | ゾンビランド:ダブルタップ Zombieland: Double Tap                                                  | ウィチタ/クリスタ                  | | 本田貴子           |
| 2020 | クルードさんちのあたらしい冒険 The Croods: A New Age                                              | イープ・クルード                   | 声の出演 | 朴璐美             |
| 2021 | クルエラ Cruella                                                                                  | クルエラ・ド・ヴィル               | 兼製作総指揮 第79回ゴールデングローブ賞主演女優賞 (ミュージカル・コメディ部門)ノミネート | 柴咲コウ           |
| 2022 | Bleat                                                                                             | Woman                              | 短編映画 | N/A                |
| 2022 | 僕らの世界が交わるまで When You Finish Saving the World                                           | N/A                                | 製作 | N/A                |
| 2023 | 哀れなるものたち Poor Things                                                                      | ベル・バクスター                   | 兼製作 第96回アカデミー賞主演女優賞受賞 第77回英国アカデミー賞主演女優賞受賞 第81回ゴールデングローブ賞主演女優賞 (ミュージカル・コメディ部門)受賞 | （吹き替え版なし） |
| 2023 | Problemista                                                                                       | N/A                                | 製作 | N/A                |
| 2024 | I Saw the TV Glow                                                                                 | N/A                                | 製作 | N/A                |
| 2024 | 憐れみの3章 Kinds of Kindness                                                                     | リタ / リズ / エミリー             | |                    |
| 2024 | リアル・ペイン〜心の旅〜 A Real Pain                                                              | N/A                                | 製作 | N/A                |
| TBA  | Eddington                                                                                         | TBA                                | 製作中 |                    |
| TBA  | Bugonia                                                                                           | TBA                                | |                    |
| TBA  | Remake's Save the Green Planet!                                                                   | TBA                                | |                    |

### テレビシリーズ
| 年        | 題名                                           | 役名                       | 備考                                                                                   | 吹替               |
| --------- | ---------------------------------------------- | -------------------------- | -------------------------------------------------------------------------------------- | ------------------ |
| 2005      | The New Partridge Family                       | Laurie Partridge           | パイロット版のみ放送                                                                   | N/A                |
| 2005      | ミディアム 霊能者アリソン・デュボア Medium     | Cynthia McCallister        | 第2シーズン第5話「旅立ちの日」                                                         | 小野涼子           |
| 2006      | スイート・ライフ The Suite Life of Zack & Cody | イヴァナ                   | 声の出演 第1シーズン第24話「Crushed」                                                  |                    |
| 2006      | マルコム in the Middle Malcolm in the Middle   | Diane                      | 第7シーズン第16話「ロイスの遺伝子的復讐方法」                                          |                    |
| 2006      | Lucky Louie                                    | Shannon                    | 第1シーズン第8話「Get Out」                                                            | N/A                |
| 2007      | Drive                                          | ヴァイオレット・トリンブル | 計7話出演                                                                              | N/A                |
| 2010-2011 | サタデー・ナイト・ライブ Saturday Night Live   | 司会                       | 第36シーズン第4話「Emma Stone/Kings of Leon」 第37シーズン第6話「Emma Stone/Coldplay」 | （吹き替え版なし） |
| 2011      | ロボット・チキン Robot Chicken                 | 多数のキャラクター         | 声の出演 計2話出演                                                                     |                    |
| 2012      | 30 ROCK/サーティー・ロック 30 Rock             | 本人役                     | 第6シーズン第4話「The Ballad of Kenneth Parcell」                                      | （吹き替え版なし） |
| 2012      | ICarly iCarly                                  | ヘザー                     | 第6シーズン第9話「iFind Spencer Friends」                                              | 小松由佳           |
| 2018      | マニアック Maniac                              | アニー・ランズバーグ       | 兼製作総指揮                                                                           | 佐古真弓           |
| 2023-2024 | THE CURSE/ザ・カース The Curse                 | ウィットニー・シーゲル     | 兼製作総指揮 第81回ゴールデングローブ賞女優賞 (ドラマ部門)ノミネート                   | （吹き替え版なし） |

### コンピュータゲーム
| 年   | 題名                                            | 役名                   | 備考     | 吹替 |
| ---- | ----------------------------------------------- | ---------------------- | -------- | ---- |
| 2012 | スリーピングドッグス 香港秘密警察 Sleeping Dogs | アマンダ・カートライト | 声の出演 |      |